# Radio Andalucía Información
Radio Andalucía Información, o también conocida como RAI, inaugurada el 17 de septiembre de 1998, es una emisora de la comunidad autónoma de Andalucía dedicada principalmente a la información y la divulgación, si bien los sábados y domingos su programación es más variada, con música, deportes o toros. También es la radio "comodín" donde se emiten algunos partidos de fútbol (en emisión local) y retransmiten eventos como Carnaval de Cádiz (emisión íntegra del Concurso de Oficial de Agrupaciones de Cádiz), o toros con el espacio Carrusel Taurino, los fines de semana, desde el Domingo de Resurrección hasta la Feria de San Lucas de Jaén, en octubre).
Ofrece información del estado de las carreteras, el tiempo y sobre cualquier noticia que acabe de ocurrir. Por la tarde y los fines de semana, emite revistas radiofónicas especializadas en las que se tratan todo tipo de asuntos de interés. Radio Andalucía Información renueva a lo largo de todo el día sus contenidos cada 15 minutos. Su radiofórmula habitual es de 8 de la mañana a 8 de la tarde de lunes a viernes, si bien por las madrugadas conecta con Canal Flamenco Radio y con Canal Sur Radio para los espacios informativos. Los fines de semana, además de los toros, la parrilla de RAI abarca más temáticas como retransmisiones de fútbol, motor (especialmente el Gran Premio de Motociclismo de Jerez, en mayo), fórmula música acompañada de información del tráfico (Operación Retorno) o programas musicales que años antes se emitían en la emisora musical de RTVA Canal Fiesta (El País de los Sueños, El Bulevar del Jazz, Corazón de melón, Tu vida es una canción, Local de Ensayo)
En el otoño de 2019, en el marco de la nueva programación general de las radios de la RTVA, la emisora modifica su parrilla, incluyendo programas a los anteriormente citados, como entre otros, "Planeta Keppler", "Un Siglo de Música en Andalucía", y otros programas, así como música y noticias en la madrugada, dejando de conectar con Canal Flamenco Radio.
En 2020, dejó de emitir "El País de los Sueños", que se derivó a Canal Sur Música, la radio online del grupo, y además a podcast a través de Canal Sur Podcast, hasta el fallecimiento de Juan Antonio Jurado, en diciembre de 2021.

## Frecuencias
Provincia de Almería
- Aguadulce: 101.3 FM
- Almería: 103.2 FM
- Carboneras: 96.4 FM
- Berja: 104.2 FM
- Dalías: 88.5 FM
- Macael: 98.8 FM
- Mojácar: 97.9 FM
- Vélez-Rubio: 99.1 FM

 Provincia de Cádiz
- Alcalá de los Gazules: 92.0 FM
- Barbate: 97.9 FM
- Cádiz: 99.4 FM
- Campo de Gibraltar:  106.4 FM
- Jerez de la Frontera: 99.4 FM
- Prado del Rey: 91.5 FM
- Torre Alháquime: 101.2 FM
- Ubrique: 93.5 FM
- Vejer de la Frontera:  98.6 FM

 Provincia de Córdoba
- Córdoba: 103.1 FM
- Cabra: 106.1 FM
- Priego de Córdoba: 105.2 FM
- Puente Genil: 105.0 FM
- Valle de los Pedroches: 89.6 FM

 Provincia de Granada
- Almuñécar: 106.1 FM
- Baza: 91.3 FM
- Granada: 89.8 FM
- Guadix: 102.7 FM
- Loja: 101.3 FM
- Motril/Calahonda: 99.3 FM
- Puebla de Don Fadrique: 105.7 FM
- Vélez de Benaudalla: 106.0 FM

 Provincia de Huelva
- Aracena: 106.0 FM
- Ayamonte: 98.0 FM
- Huelva: 99.6 FM
- Rociana-El Condado: 92.9 FM
- Villablanca: 94.2 FM

 Provincia de Jaén
- Alcalá la Real: 102.2 FM
- Jaén: 91.6 FM
- La Puerta de Segura: 106.2 FM
- Santiago de la Espada: 105.2 FM

 Provincia de Málaga
- Archidona: 94.7 FM
- Málaga: 91.6 FM
- Marbella: 104.3 FM
- Pizarra: 106.2 FM
- Ronda: 92.5 FM

 Provincia de Sevilla
- Écija: 93.3 FM
- Estepa: 99.2 FM
- Sevilla: 94.3 FM
- Sierra Norte: 104.5 FM

## Audiencias
Según datos de la segunda oleada del EGM de 2025, Radio Andalucía Información cuenta con una audiencia de 7.000 oyentes.